# Selenops bursarius
Selenops bursarius är en spindelart som beskrevs av Karsch 1879. Selenops bursarius ingår i släktet Selenops och familjen Selenopidae. Inga underarter finns listade i Catalogue of Life.